# Boris Brnad
Boris Brnad, hrvatski atletičar. Osvajač je zlatnog odličja na Mediteranskim igrama u Aleksandriji 1951. godine i bronce u utrci na 400 metara te u štafetnoj utrci 4 x 100 metara.
Dio je velike skupine Hrvata, odnosno športaša iz Hrvatske koji su športsku karijeru poslije drugog svjetskog rata nastavili u Srbiji, u Beogradu. Po sovjetskom uzoru, atletičari su u vojnom ili milicijskom klubu iz glavnog grada imali neusporedivo bolje uvjete. Tako je u Partizanu bilo takvih uvjeta i brojni su športaši iz Hrvatske završili u Beogradu. Tako se našao u društvu Ivana Gubijana, Zvonka Sabolovića, Nede Farčića, Drage Štritofa, Andrije Ottenheimera, Petra Šegedina, Franje Mihalića, Zdravka Ceraja, Kreše Račića, Ivice Karasija (svi u Partizanu) te Diane Sakač Ištvanović, Dane Korice i Dunje Jutronić (Crvena zvezda).